# بوناویگو
بوناویگو (به ایتالیایی: Bonavigo) یک کومونه در ایتالیا است که در استان ورونا واقع شده‌است.

## خصوصیات
بوناویگو ۱۷٫۸ کیلومترمربع مساحت و ۱٬۹۹۰ نفر جمعیت دارد و ۱۹ متر بالاتر از سطح دریا واقع شده‌است.